# Spanje op het Eurovisiesongfestival 2019
Spanje nam deel aan het Eurovisiesongfestival 2019 in Tel Aviv, Israël. Het was de 59ste deelname van het land aan het Eurovisiesongfestival. TVE was verantwoordelijk voor de Spaanse bijdrage voor de editie van 2019. Zanger Miki eindigde in Tel Aviv op de 22e plaats met het nummer La venda.

## Selectieprocedure

### Operación Triunfo 2018
Operación Triunfo is een reality televisie competitie met 16 kandidaten, met als doel een nieuw talent te vinden. 
De kandidaten streden voor een plaats in de Gala Eurovisión. De drie populairste kandidaten waren María, Noelia en Natalia en werden rechtstreeks geplaatst voor de finale, via de zogenaamde internet vote. Zeven andere kandidaten werden door de jury voor de finale geplaatst. 
De finale vond plaats op 20 januari 2019. Enkel het publiek kon de winnaar uitkiezen. Miki won de public vote met het nummer La venda met 34% van het puntentotaal.

## In Tel Aviv
Als lid van de Grote Vijf mocht Spanje automatisch aantreden in de grote finale, op zaterdag 18 mei 2019. Miki werd uiteindelijk 22ste met 54 punten.
1961 · 1962 · 1963 · 1964 · 1965 · 1966 · 1967 · 1968 · 1969 · 1970 · 1971 · 1972 · 1973 · 1974 · 1975 · 1976 · 1977 · 1978 · 1979 · 1980 · 1981 · 1982 · 1983 · 1984 · 1985 · 1986 · 1987 · 1988 · 1989 · 1990 · 1991 · 1992 · 1993 · 1994 · 1995 · 1996 · 1997 · 1998 · 1999 · 2000 · 2001 · 2002 · 2003 · 2004 · 2005 · 2006 · 2007 · 2008 · 2009 · 2010 · 2011 · 2012 · 2013 · 2014 · 2015 · 2016 · 2017 · 2018 · 2019 · 2020 · 2021 · 2022 · 2023 · 2024 · 2025
Albanië · Armenië · Australië · Azerbeidzjan · België · Cyprus · Denemarken · Duitsland · Estland · Finland · Frankrijk · Georgië · Griekenland · Hongarije · Ierland · IJsland · Israël · Italië · Kroatië · Letland · Litouwen · Malta · Moldavië · Montenegro · Nederland · Noord-Macedonië · Noorwegen · Oostenrijk · Polen · Portugal · Roemenië · Rusland · San Marino · Servië · Slovenië · Spanje · Tsjechië · Verenigd Koninkrijk · Wit-Rusland · Zweden · Zwitserland